# 야와르 우아칵

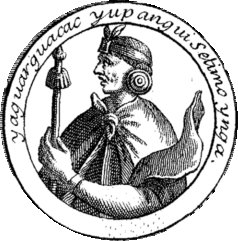
야와르 우아칵

야와르 우아칵(스페인어: Yawar Waqaq)은 쿠스코 왕국의 일곱 번째 사파 잉카이자, 하난 왕조에서 배출한 두 번째 왕이다. 
선대 사파 잉카였던 잉카 로카의 뒤를 이어 왕위에 오른 야와르 우아칵은 마마 치크약을 왕비로 삼고 여러 아들들을 두었다. 그의 아들들 중에는 8번째 사파 잉카가 되는 비라코차 등이 있었다. 야와르 우아칵이라는 이름은, 그가 왕위에 오르기 전 어릴 적에 적군에 의해 납치된 적이 있었는데, 그 때 죽기 직전에 피로 된 눈물을 흘려 겨우 풀려 도망칠 수 있었다는 이야기에서 기인한다. 19살의 나이로 왕위에 오른 야와르 우아칵은 잉카 로카의 뒤를 이어 쿠스코 지방 주변 지역들을 정벌하였다.

## 같이 보기
- 잉카 문명
- 사파 잉카